# 戴夫·多伊奇
戴维·多伊奇（英語：David Deutsch，1945年5月13日—），美国NBA联盟的前职业篮球运动员。他在1966年的NBA选秀中第12轮第98顺位被纽约尼克斯选中。